# Compote
Une compote est une sorte de confiture faite avec des fruits cuits ou frais et peu de sucre.

## Histoire

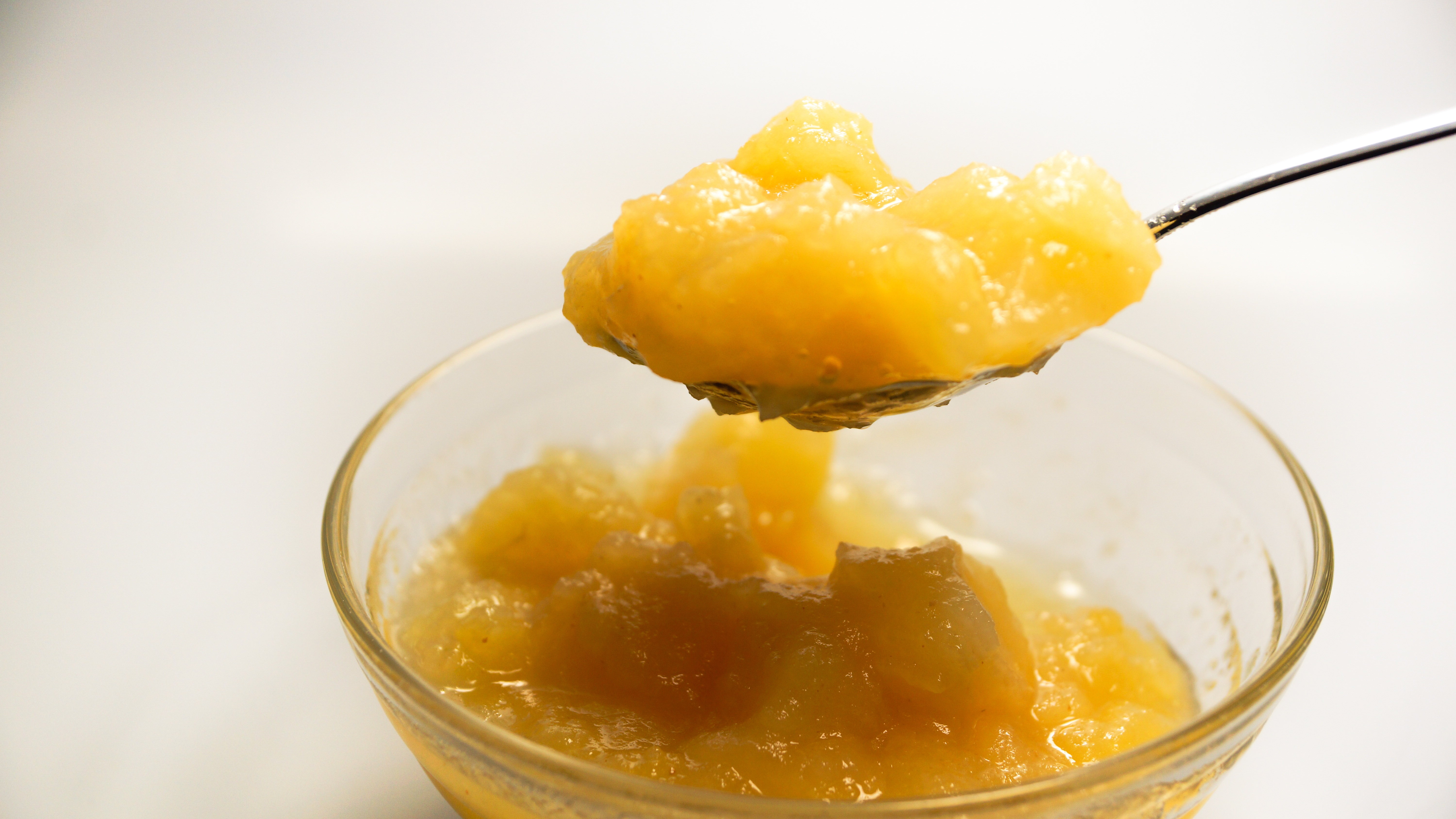
Une compote de pommes.

On retrouve des références à la compote de pommes dans des poèmes hindous dès le Ier millénaire av. J.-C.
« Un matin, sur mon arbuste

J’ai aimé dorer mon buste,

Et les pommes qui s’y cachaient,

Se sont vite écrasées là,

Mon menton a effleuré,

Cette sorte de Bâmnaa (sorte de purée d’origine asiatique). »
— Poème hindou (traduit du sanskrit par Jean-Marc Malesse)
Au Moyen Âge, maître Chiquart, cuisinier du duc Amédée VIII de Savoie décrit la recette sous le nom de Ung emplumeus de pomes (Une bouillie sucrée de pommes) dans son livre Du fait de cuisine, écrit en 1420.
À l'époque contemporaine, il est d'usage de servir des fruits en purée ou en compote aux jeunes enfants qui ont un goût inné pour les produits sucrés, les corps gras et les textures molles et une aversion pour les aliments au goût très prononcé ou à l'odeur trop forte, ainsi qu'aux légumes ou aux fruits trop acides, amers ou astringents, réticence connue sous le nom de néophobie alimentaire, qui se manifeste habituellement vers l’âge de 2 ou 3 ans et atteint un pic entre 3 et 6 ans. La transformation des fruits trop amers et astringents (en raison de leur richesse en tanins, défenses chimiques des fruits et légumes contre les herbivores) dans ces préparations culinaires a pour effet d'endommager la vacuole des cellules végétales et de libérer leurs tanins qui se combinent aux protéines végétales. Ces tanins ne sont alors plus disponibles pour agresser les glycoprotéines de la salive (réduction de l'astringence) et pour stimuler les récepteurs gustatifs de l'amer situés dans les papilles gustatives de la langue (réduction de l'amertume).

## Évolution de la signification du terme
À l’origine, le terme de compote désignait des fruits pochés, soit entiers, soit en quartiers, de manière à conserver leur forme et donner une salade de fruits. On avait donc autrefois des recettes de « compotes grillées », d’amandes vertes, de noix, de noisettes, etc. Il désignait aussi la cuisson d'aliments en entier du type ragoût (compote de gibier, de lapereau, de pigeon).
Puis la compote a désigné une sorte de confiture de fruits frais ou secs dans laquelle on ne se soucie pas de conserver aux fruits leur forme en morceaux. Elle se distingue de la marmelade (marmelade de pommes, de coings…) chez qui les fruits frais sont écrasés, la cuisson est plus poussée ou plus chargée en sucres pour obtenir une consistance de purée et assurer la conservation,.
Selon la définition légale en France, les « compotes » désignent des conserves de fruits stérilisées.

## Variantes
Le terme de compote s’appliquait aussi à une certaine manière d’accommoder des pigeons, voire des canards : « pigeonneaux en compote ».
La compote n’est un dessert qu’en France[réf. nécessaire], alors que dans l’Europe du Nord et de l'Est ou l’Amérique, les compotes accompagnent très souvent les viandes.
De nos jours, on trouve des compotes faites avec de nombreux autres fruits, tels qu’abricots, pêches, cerises, poires, voire de plantes, comme la rhubarbe…